# 猎鲨记
《猎鲨记》（The Hunting of the Snark）是英國詩人路易斯·卡罗于1874年创作的打油诗，当时他42岁。  这首诗借鉴了小说《爱丽丝镜中奇遇》中的短诗（无聊的话），尤其是其中的人物和混成词，但是它是一个独立的作品，于1876年由麦克米伦出版社首次出版。插画由亨利·霍利迪（Henry Holiday）创作。
与卡罗的其他作品一样，他的诗的含义被深入分析和解释。其中马丁·加德纳编撰的（猎鲨记注释）收集了关于这首诗的信息和意义最详细解释。
故事本身主要讲述船长贝尔曼，带领船员出海猎捕蛇鲨。

## 外部連結
- LibriVox中的公有领域有声书《The Hunting of the Snark》